# Provinz Guayas
Die Provinz Guayas (span. Provincia de Guayas) ist mit rund 4,4 Millionen Einwohnern die einwohnerreichste Provinz Ecuadors. Sie liegt an der Pazifikküste des Landes und trägt den Namen des Flusses Río Guayas, dessen Wassereinzugssystem sie durchzieht und prägt. Die Provinzhauptstadt ist Guayaquil.

## Lage
Die Provinz Guayas liegt im Zentrum des Küstentieflandes (Costa) Ecuadors. Im Süden grenzt sie an die Provinz El Oro und den Golf von Guayaquil, im Südwesten an den Pazifik. Ihre Nachbarprovinzen sind die im Oktober/November 2007 aus Guayas ausgegliederte Provinz Santa Elena im Westen, Manabí im Nordwesten, Los Ríos im Nordosten und Osten, Chimborazo, Cañar und El Oro im Osten.

## Politik
Die lange Zeit bestimmende politische Partei der Provinz war der Partido Social Cristiano (PSC), die sozialchristliche Partei Ecuadors, aus dem vor den Parlamentswahlen 2009 die vom Bürgermeister Guayaquils, Jaime Nebot, gegründete Bürgerbewegung Madera de Guerrero hervorging, die aber weiterhin mit dem PSC alliiert ist. Der Präfekt der Provinz, Jaime Jairala, gehört der von ihm selbst gegründeten Partei Centro Democrático Nacional (CD) an, einer eher Mitte-Links-Partei, die als lokale Opposition gegen Präsident Correas Alianza PAÍS entstand (Jairala gewann 2009 als Kandidat der kurzlebigen Partei Una Nueva Opción die Regionalwahlen gegen Pierina Correa und gründete anschließend die CD), aber seit den Regionalwahlen 2014 mit dieser kooperiert. Von den 25 Kantonshauptstädten stellt seit diesen Wahlen PSC-Madera de Guerrero 6 und CD und/oder Alianza PAÍS 14.
Am 1. März 2007 unterzeichnete Präsident Correa ein Gesetzesprojekt, das die Kantone La Libertad, Santa Elena und Salinas zu einer neuen „Provinz Santa Elena“ zusammenfasste. Der Präfekt von Guayas, der Bürgermeister Guayaquils und große Teile des Provinzrates waren gegen die Ausgliederung der neuen Provinz, die nach langen Verhandlungen und zum Teil gewalttätigen Streiks in den betroffenen Kantonen am 7. November 2007 durch den Nationalkongress ratifiziert wurde.

## Geschichte
Bereits seit ca. 3500 v. Chr. waren Teile der heutigen Provinz besiedelt, wovon Artefakte der Valdivia-Kultur zeugen.
Die Provinz wurde 1820 als „Freie Provinz Guayaquil“ ausgerufen und umfasste die heutigen Provinzen Guayas, Los Ríos, El Oro, Manabí und Santa Elena. Der erste Präsident war José Joaquín de Olmedo. Durch das Gesetz über die Territoriale Ordnung Großkolumbiens entstand 1824 das Departamento Guayaquil als Verwaltungseinheit Großkolumbiens, dem auch die neubenannte Provinz Guayas angehörte. Seit der Staatsgründung 1830 gehört die Provinz zu Ecuador und ist im 20. und 21. Jahrhundert dessen einwohnerreichste und wirtschaftsstärkste Provinz.
Entwicklung der Einwohnerzahl der Provinz Guayas bei landesweiten Volkszählungen zum jeweiligen Gebietsstand:
| Jahr                    | Einwohner | +/-    |
| ----------------------- | --------- | ------ |
| 1950                    | 582.144   | –      |
| 1962                    | 979.223   | 68,2 % |
| 1974                    | 1.512.333 | 54,4 % |
| 1982                    | 2.038.454 | 34,8 % |
| 1990                    | 2.515.146 | 23,4 % |
| 2001                    | 3.309.034 | 31,6 % |
| 2010                    | 3.645.483 | 10,2 % |
| 2022                    | 4.391.923 | 20,5 % |
| Datenherkunft: Wikidata |           |        |

## Kantone

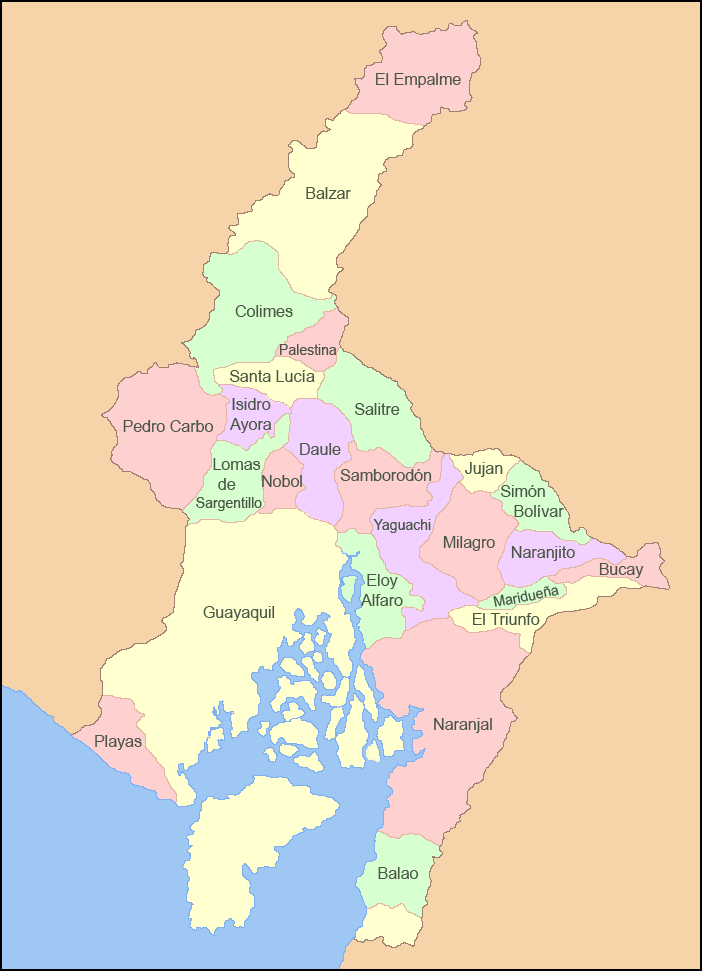
Kantone

Die Provinz Guayas ist in 25 Kantone mit einer wechselnden Zahl von etwa 50 städtischen und 35–40 ländlichen Kirchspielen (parroquias) unterteilt. Diese sind (in der Reihenfolge ihrer Einrichtung):
1. Guayaquil (Verwaltungssitz seit Kolonialzeiten: Guayaquil)
2. Daule (eingerichtet 1820, Verwaltungssitz: Daule)
3. San Jacinto de Yaguachi (eingerichtet 1883, Verwaltungssitz: Yaguachi Nuevo)
4. Balzar (eingerichtet 1903, zuvor Kirchspiel des Kantons Daule, Verwaltungssitz: Balzar)
5. Milagro (eingerichtet 1913, zuvor zu Yaguachi gehörig, Verwaltungssitz: Milagro)
6. Samborondón (eingerichtet 1955, zuvor zum Kanton Guayaquil gehörig; Verwaltungssitz: Samborondón)
7. Salitre (eingerichtet 1959 als Kanton Urvina Jado, Verwaltungssitz: El Salitre; der ursprüngliche Namensgeber Francisco Urbina Jado war ein wirtschaftspolitisch einflussreicher Bankier während der Liberalen Revolution um die Wende vom 19. zum 20. Jahrhundert)
8. Naranjal (eingerichtet 1960, zuvor zum Kanton Guayaquil gehörig, Verwaltungssitz: Naranjal)
9. El Empalme (eingerichtet 1971, zuvor zu Balzar gehörig, Verwaltungssitz: Velasco Ibarra, nach José María Velasco Ibarra, während dessen Präsidentschaft der Kanton eingerichtet wurde)
10. Naranjito (eingerichtet 1972, zuvor zum Kanton Milagro gehörig; Verwaltungssitz: Naranjito)
11. El Triunfo (eingerichtet 1983, zuvor zu Yaguachi gehörig, Verwaltungssitz: El Triunfo)
12. Durán (eingerichtet 1985, zuvor zum Kanton Guayaquil gehörig; das später zum Kanton aufgestiegene Kirchspiel erhielt 1920 den Namen des Expräsidenten Eloy Alfaro und wird noch heute offiziell auch so bezeichnet; Verwaltungssitz: Durán)
13. Pedro Carbo (eingerichtet 1985, zuvor zum Kanton Daule gehörig, Verwaltungssitz: Pedro Carbo; Pedro Carbo (1813–1894) war u. a. Außenminister Ecuadors)
14. Jujan (eingerichtet 1986, zuvor zu Yaguachi gehörig, Verwaltungssitz: Jujan; Kanton und Verwaltungssitz tragen auch den Namen des Ex-Präsidenten Alfredo Baquerizo Moreno (1859–1951))
15. Santa Lucía (eingerichtet 1987, zuvor zum Kanton Daule gehörig, Verwaltungssitz: Santa Lucía)
16. Balao (eingerichtet 1987, zuvor zum Kanton Guayaquil gehörig, Verwaltungssitz: Balao)
17. Colimes (eingerichtet 1988, zuvor zu Balzar gehörig, Verwaltungssitz: Colimes)
18. Palestina (eingerichtet 1988, zuvor zum Kanton Santa Lucía gehörig, Verwaltungssitz: Palestina)
19. Playas (eingerichtet 1990, Verwaltungssitz: Playas; Verwaltungssitz und Kanton heißen offiziell auch General Villamil nach dem Freiheitskämpfer und ehemaligen Außenminister José de Villamil (1788–1866))
20. Simón Bolívar (eingerichtet 1991, zuvor zu Yaguachi gehörig, Verwaltungssitz: Simón Bolívar; benannt nach dem gleichnamigen Libertador)
21. Coronel Marcelino Maridueña (eingerichtet 1992, zuvor zu Yaguachi gehörig; Oberst Maridueña war ein Militär, Patriot und Politiker aus Yaguachi, Verwaltungssitz: Coronel Marcelino Maridueña)
22. Nobol (eingerichtet 1992, zuvor zum Kanton Daule gehörig, Verwaltungssitz: Nobol; Verwaltungssitz und der Kanton heißen offiziell auch Narcisa de Jesús (Narcisa de Jesús Martillo Morán (1832–1869), geboren in Nobol, wurde 1992 von Johannes Paul II. seliggesprochen), beide sind jedoch als Nobol bekannter; der Verwaltungssitz wird auch als Piedrahita bezeichnet)
23. Lomas de Sargentillo (eingerichtet 1992, zuvor zum Kanton Daule gehörig, Verwaltungssitz: Lomas de Sargentillo)
24. General Antonio Elizalde (Bucay) (eingerichtet 1995, zuvor zu Milagro gehörig, Verwaltungssitz: General Antonio Elizalde; Kanton und Verwaltungssitz werden auch als Bucay bezeichnet; Antonio Elizalde (1795–1862) war Militär, Freiheitskämpfer und erster Generalkonsul Ecuadors in Peru)
25. Isidro Ayora (eingerichtet 1996, zuvor zu Lomas de Sargentillo gehörig, Verwaltungssitz: Isidro Ayora; Isidro Ayora war von 1926 bis 1931 Präsident von Ecuador)